# Grindhausen
Grindhausen (Luxemburgs: Grandsen) is een plaats in de gemeente Clervaux en het kanton Clervaux in Luxemburg.
Grindhausen telt 23 inwoners (2001).

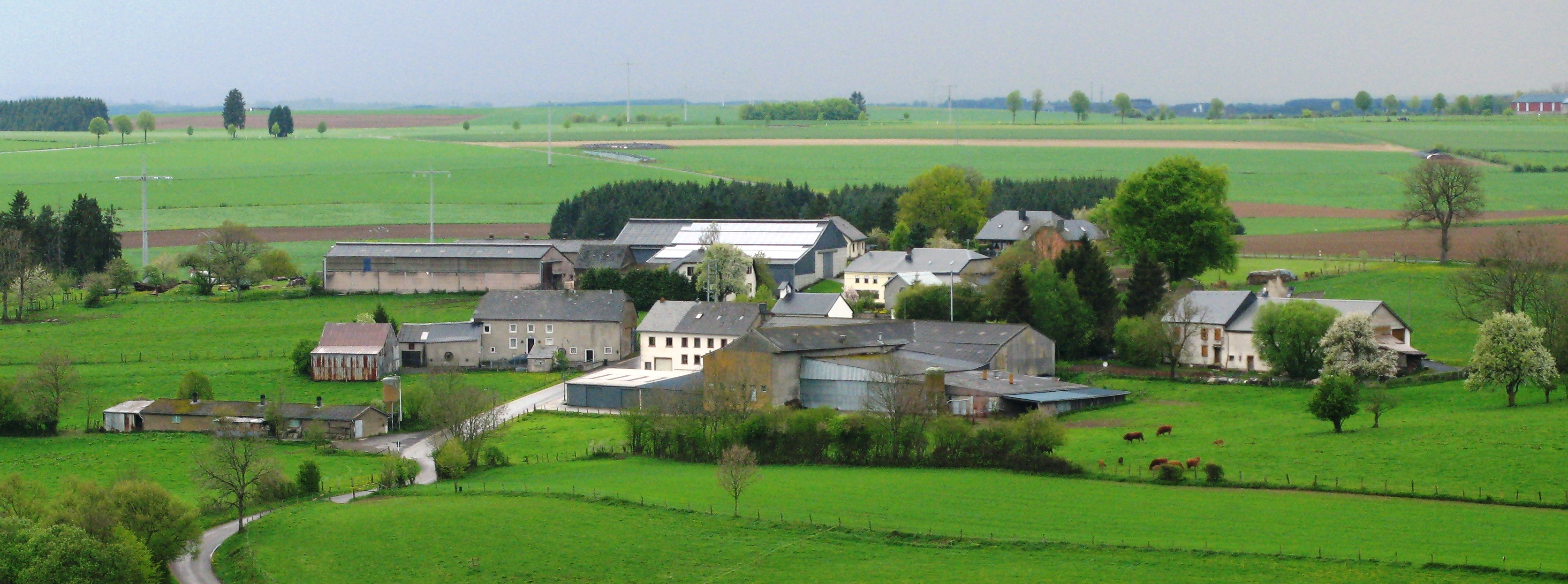
Grandsen